# Smelowskia media
Smelowskia media är en korsblommig växtart som först beskrevs av William Holland Drury och Reed Clark Rollins, och fick sitt nu gällande namn av E.M. Velichkin. Smelowskia media ingår i släktet Smelowskia och familjen korsblommiga växter. Inga underarter finns listade i Catalogue of Life.